# Marijana Jankovic
Marijana Jankovic (født 7. april 1982) er en dansk skuespiller.
Hun har medvirket i flere film blandt andet Alting bliver godt igen, hvilket i 2011 gav hende nominering til både en Bodil og en Zulu Award.

## Baggrund og karriere
Jankovic er født i 1982 i Montenegro. Hun er opvokset i den samme landsby i Montenegro som kollegaen Dejan Cukic.
Jankovic er uddannet ved Skandinavisk Teaterskole og Skuespillerskolen ved Århus Teater i 2006.
Hun taler serbisk, engelsk, tysk og dansk.
Jankovic har medvirket i filmene Dansen (2008) instrueret af Pernille Fischer Christensen, Kandidaten (2008) instrueret af Kasper Barfoed og Christoffer Boes to film Alting bliver godt igen (2010) og Beast (2010).
På teatret har hun spillet blandt andet Carmen i Carmen og Elektra i Elektra på Betty Nansen Teatret.
Desuden har Jankovic medvirket i tv-serierne Livvagterne, Lulu & Leon og Norskov samt spillet den eneste kvindelige morder i Den som dræber . I 2014 spillede hun rollen som Jelana i filmen Ækte vare, i 2015 Lang historie kort og i 2017 Aldrig mere i morgen og QEDA.
Jankovic debuterede som kortfilmsinstruktør i 2018 med Maja.
På Odense Internationale Film Festival blev den kåret som årets bedste kortfilm, ligesom filmen ved 2019-uddelingen af Årets Robert vandt i kategorien "Årets kortfilm: Fiktion / Animation". Den blev tillige overvejet nomineret til en Oscar.

## Filmografi
- Dansen - Nina (2008)
- Kandidaten - Kathrine Malling (2008)
- Alting bliver godt igen - Helena (2010)
- Beast - Maxine (2011)
- Kvinden i buret - Tereza (2013)
- Ækte vare - Jelana (2014)
- Idealisten - Sekretar (2015)
- Lang historie kort - Dina (2015)
- Fuglene over sundet - Julie Levy (2016)
- Aldrig mere i morgen - Alice (2017)
- QEDA - Neli (2017)
- Vargur - Lena (2018)
- The House That Jack Built (2018)
- Ditte & Louise - Sara (2018)
- Mødregruppen - Silvia (2019)
- Pejavice - Margereta (2019)
- Bedrag III (2019)
- Fred til lands - Anna (2019)
- The Last Padawan 2 - Genne Ya’quel (2021)
- Forsvundet til Halloween - Tina Lindqvist (2021)

## Teater
- På den anden side (Instruktion: Thomas Møller/Århus Teater 2006)
- Rasmus & Jamilla (Instruktion: Ditte Marie Bjerg/Betty Nansen Teater 2007)
- Indenfor murene (Instruktion: Peter Schroeder/Vendsyssel Teater 2007)
- Kærlighedes optik (Instruktion/Thomas Trier/Kaleidoskop K1 2008)
- Junglebogen (Instruktør: Kenneth Kreutzmann/Nørrebro Teater 2009)
- Carmen (Instruktion: Søren Iversen/Nørrebro Teater 2010)
- Elektra (Instruktion: Niclas Bendixen/Betty Nansen Teater 2010)